# Вербувата
Вербува́та — село в Україні, у Христинівській міській громаді Уманського району Черкаської області. Розташоване на лівому березі річки Верхнячка (притока Уманки) за 13 км на схід від міста Христинівка. Населення становить 431 особа.

## Історія
Входило до Орадівської волості. За переписом Лаврентія Похилевича станом на 1863 рік у селі мешкало 708 осіб, з яких 687 православних, 13 католиків та 8 євреїв. На той час село мало 1582 десятини землі.
Під час Голодомору 1932—1933 років, тільки за офіційними даними, від голоду померло 53 мешканця села.

## Галерея

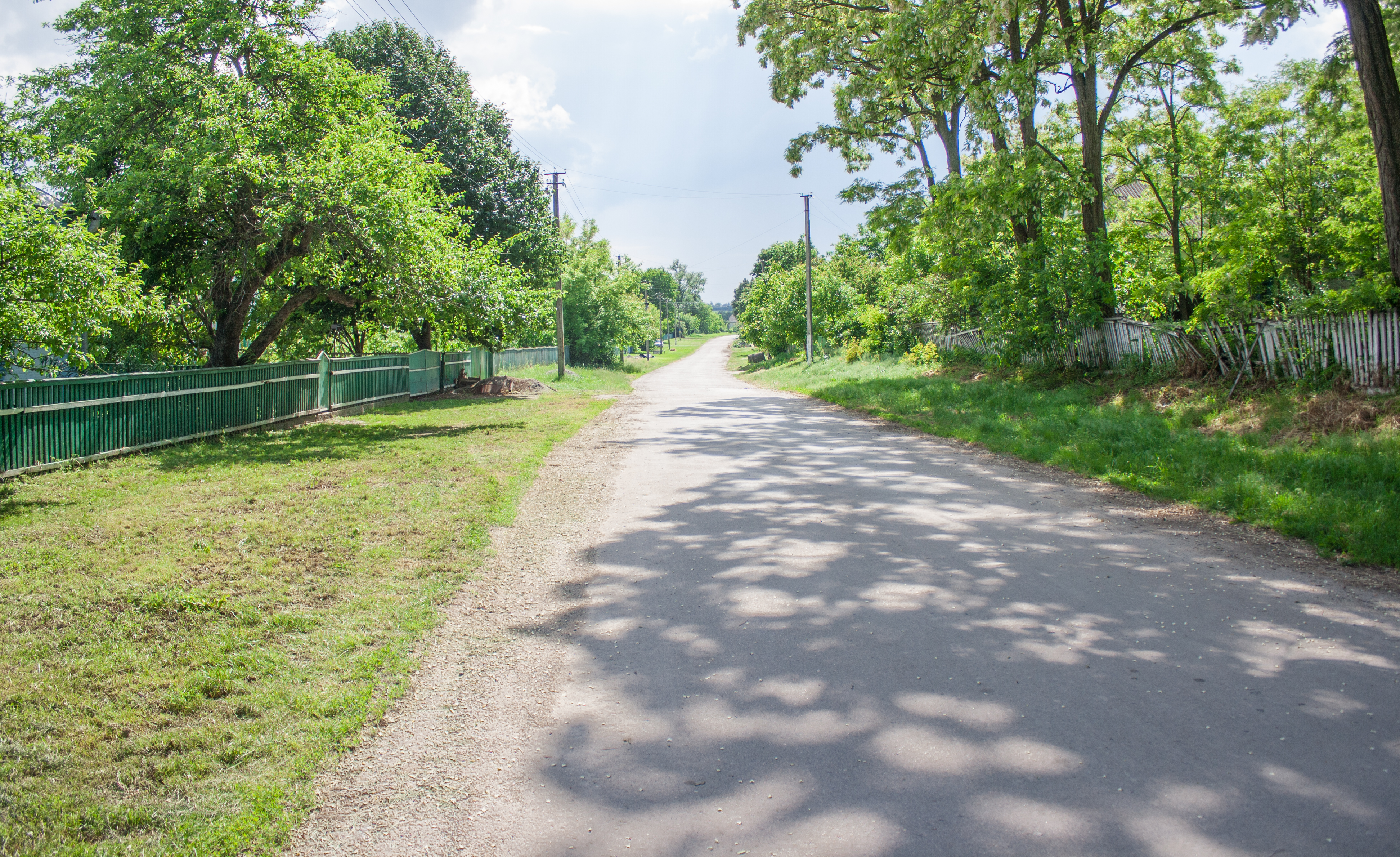
Вулиця Святкова
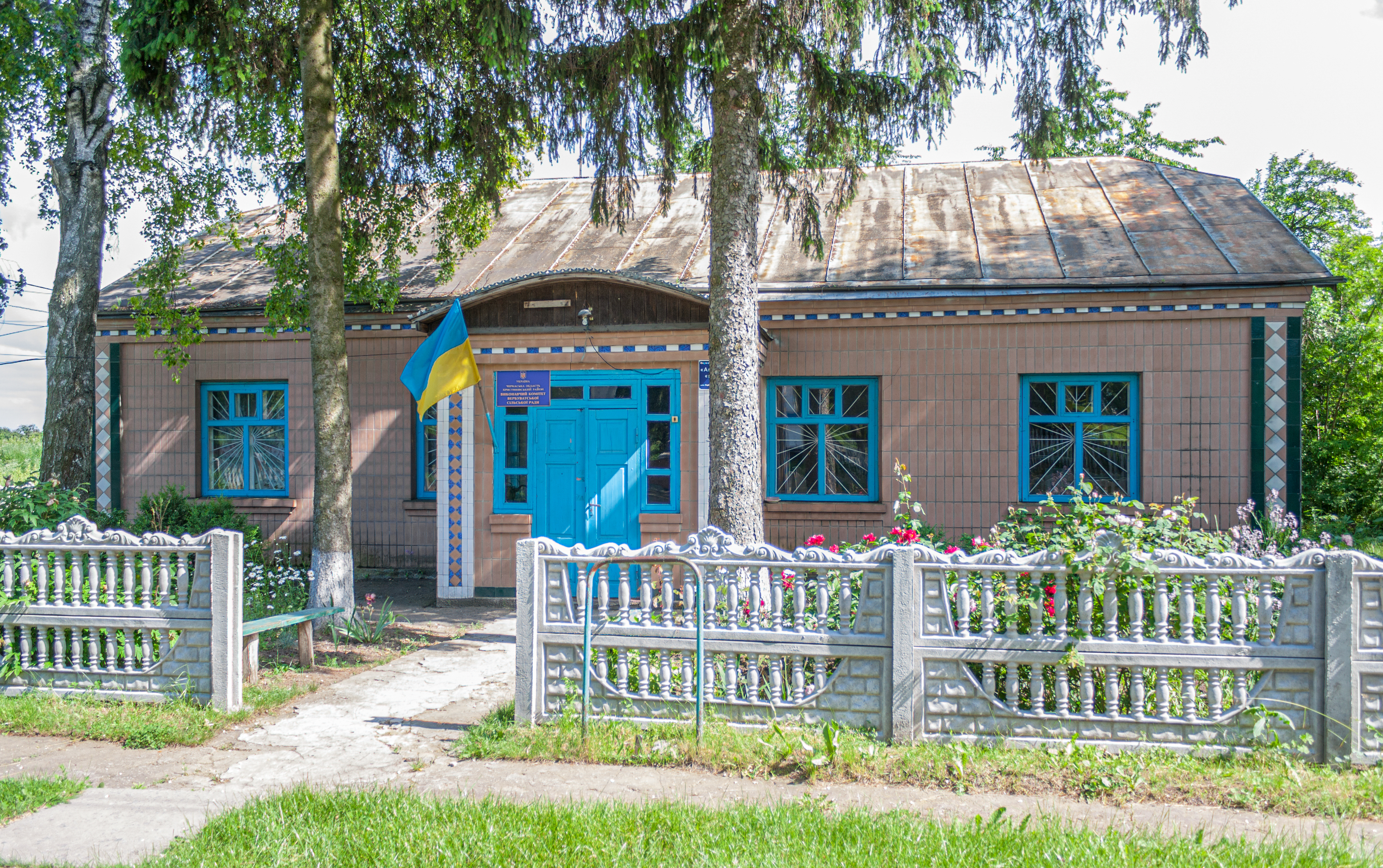
Сільська рада
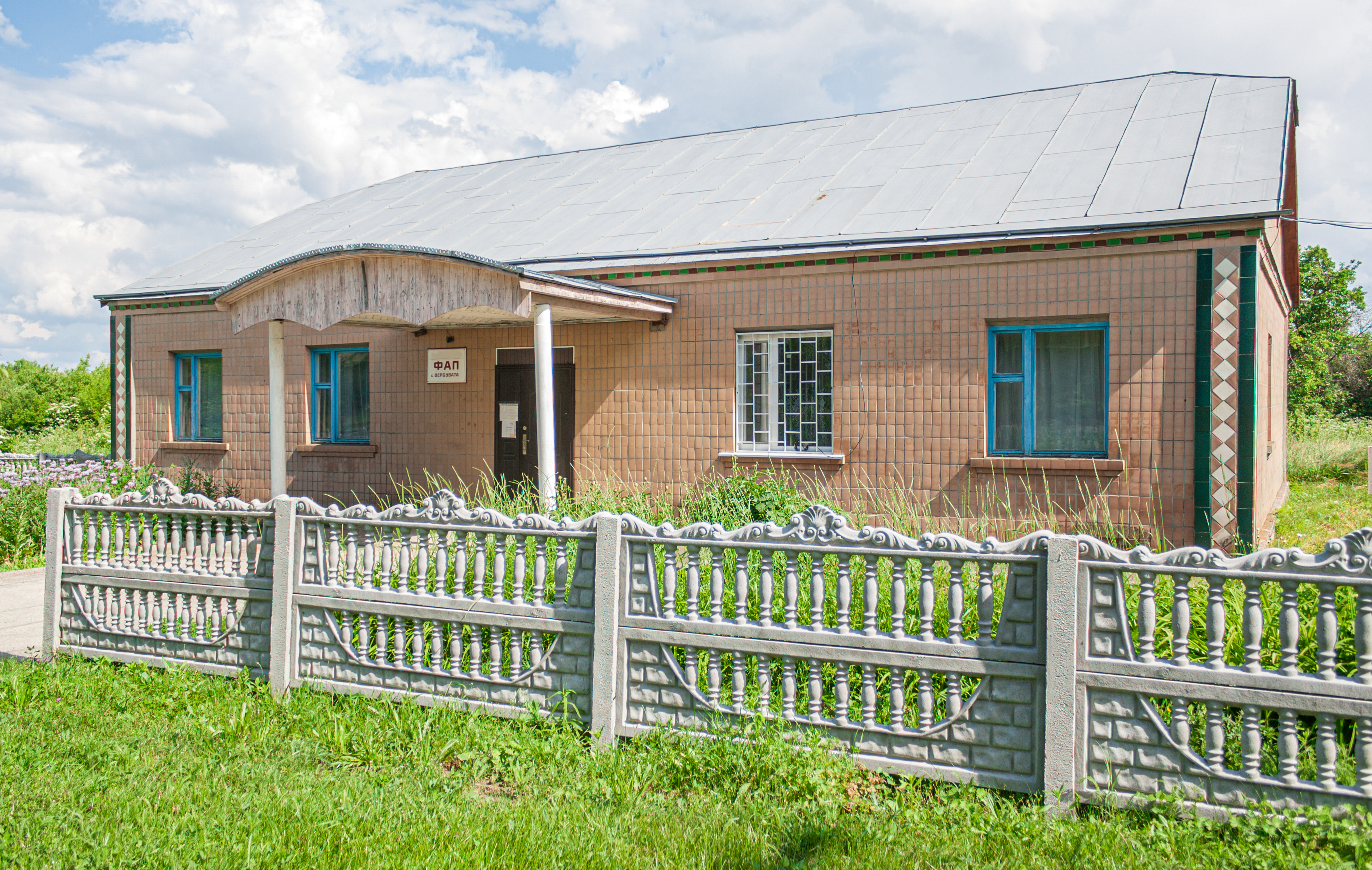
ФАП
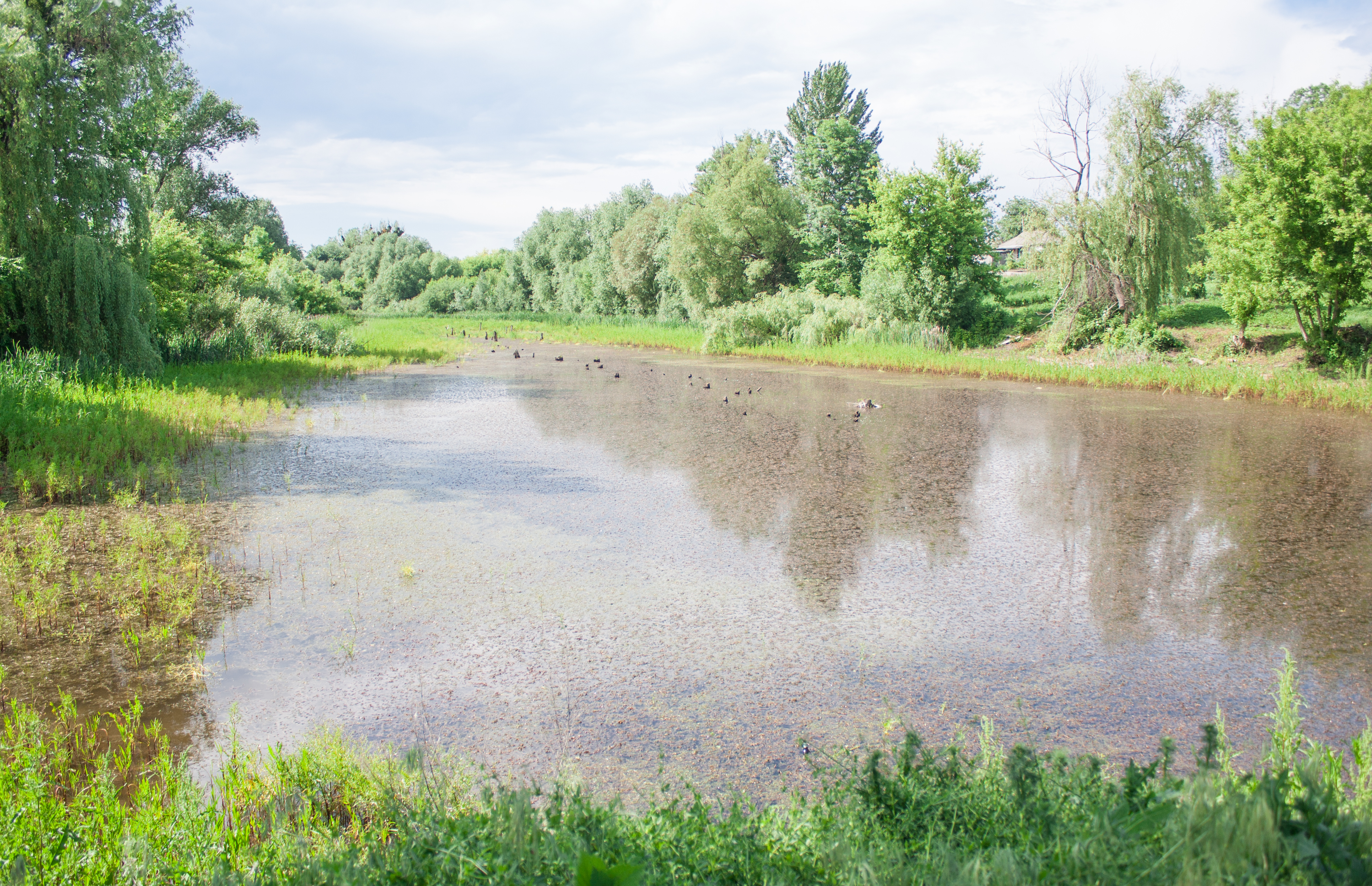
Ставок
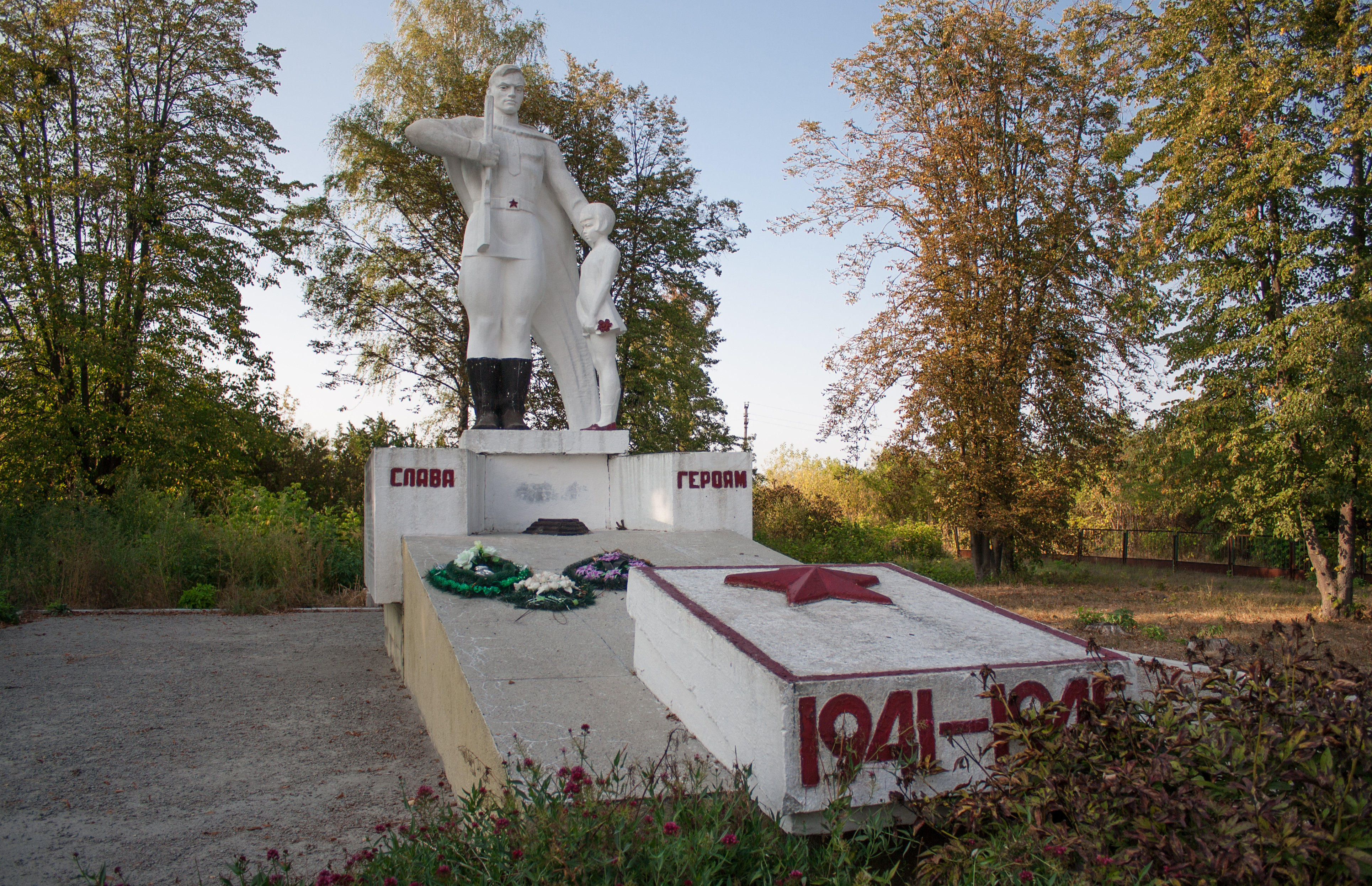
Пам'ятник воїнам-односельцям
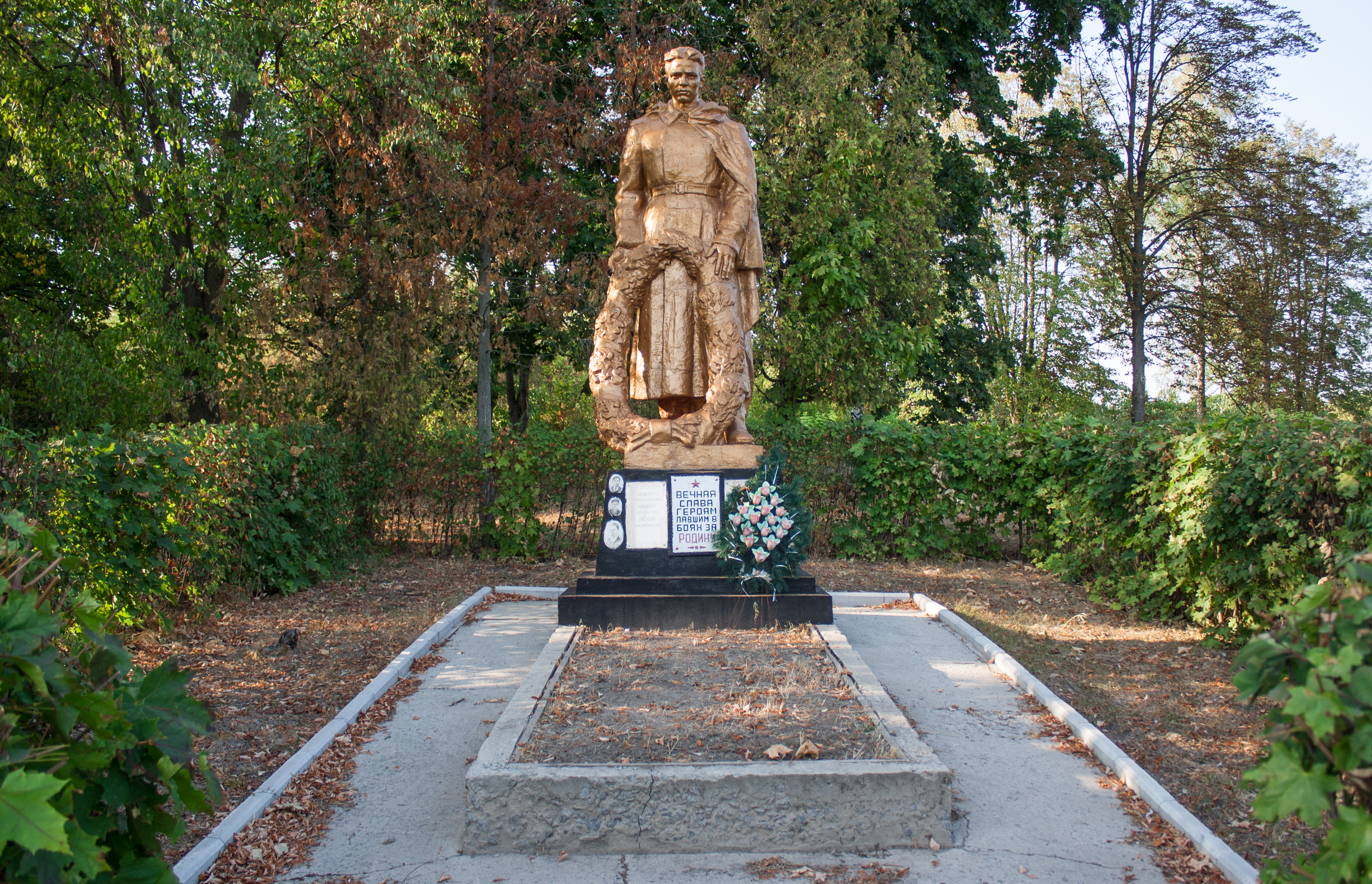
Братська могила радянських воїнів
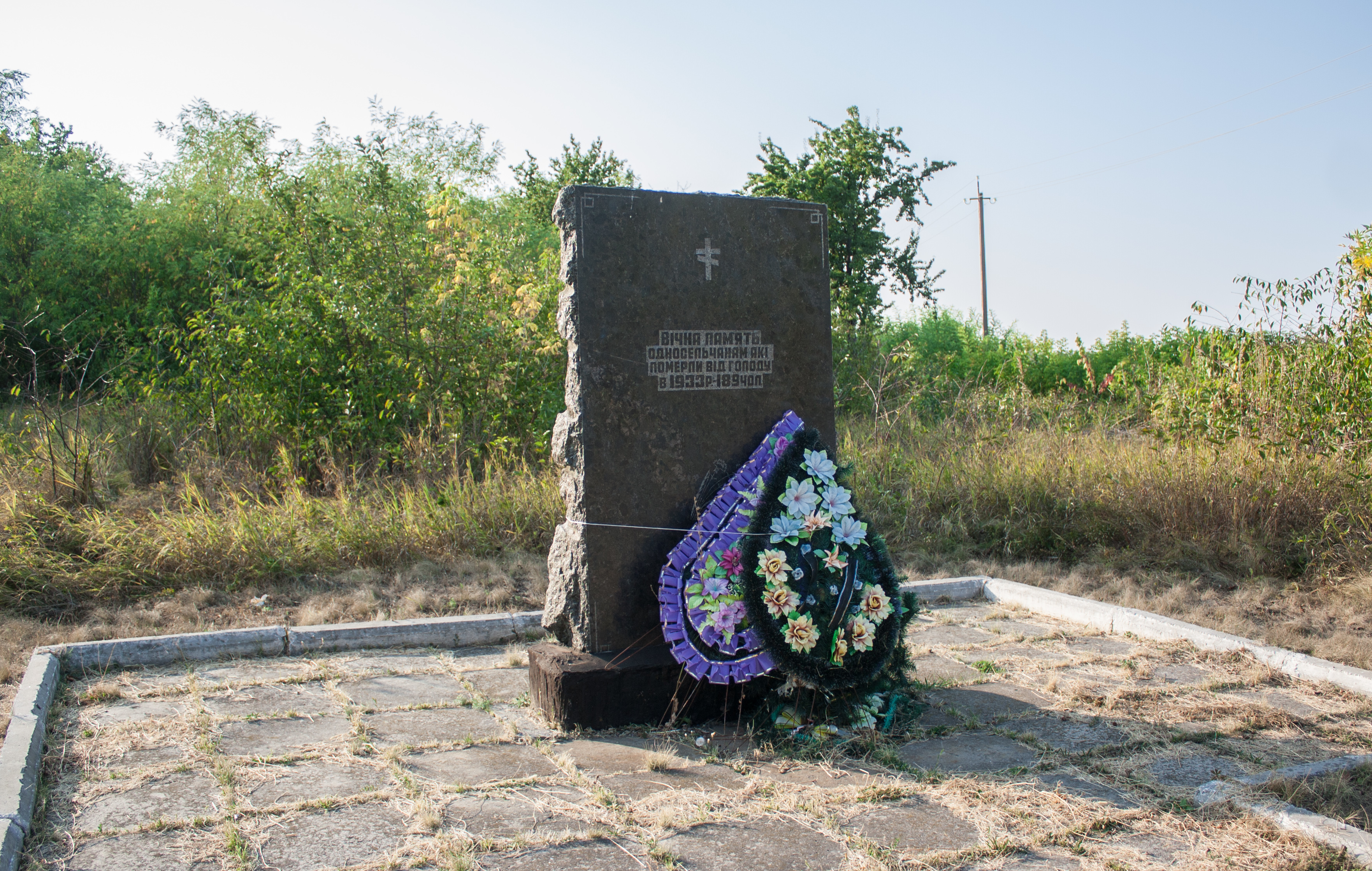
Пам’ятний знак жертвам Голодомору

## Відомі люди
- Цибенко Василь Григорович — голова Черкаської обласної ради (1994—1995).